# Кізікувенін 61
Кізікувенін 61 (англ. Keeseekoowenin 61) — індіанська резервація в Канаді, у провінції Манітоба, у межах сільського муніципалітету Єлловгед.

## Населення
За даними перепису 2016 року, індіанська резервація нараховувала 386 осіб, показавши скорочення на 14,2%, порівняно з 2011-м роком. Середня густина населення становила 17,5 осіб/км².
З офіційних мов обидвома одночасно не володів жоден з жителів, тільки англійською — 385. Усього 10 осіб вважали рідною мовою не одну з офіційних, з них усі — одну з корінних мов.
Працездатне населення становило 34,5% усього населення, рівень безробіття — 15%.

## Клімат
Середня річна температура становить 0,9°C, середня максимальна – 22,2°C, а середня мінімальна – -25,6°C. Середня річна кількість опадів – 488 мм.
| Клімат поселення                              | Клімат поселення | Клімат поселення | Клімат поселення | Клімат поселення | Клімат поселення | Клімат поселення | Клімат поселення | Клімат поселення | Клімат поселення | Клімат поселення | Клімат поселення | Клімат поселення | Клімат поселення |
| Показник                                      | Січ.             | Лют.             | Бер.             | Квіт.            | Трав.            | Черв.            | Лип.             | Серп.            | Вер.             | Жовт.            | Лист.            | Груд.            |                  |
| Середній максимум, °C                         | −13,11           | −9,03            | −2,18            | 7,78             | 15,92            | 21,48            | 22,20            | 21,22            | 15,52            | 8,64             | −1,58            | −10,85           |                  |
| Середня температура, °C                       | −19,34           | −15,24           | −8,4             | 1,54             | 9,69             | 15,26            | 17,55            | 16,58            | 10,89            | 4,00             | −6,22            | −15,5            |                  |
| Середній мінімум, °C                          | −25,55           | −21,46           | −14,61           | −4,67            | 3,49             | 9,03             | 12,90            | 11,92            | 6,22             | −0,67            | −10,88           | −20,16           |                  |
| Норма опадів, мм                              | 23               | 15               | 29               | 25               | 56               | 84               | 73               | 61               | 46               | 31               | 21               | 24               |                  |
| Середньомісячна швидкість вітру, м/с          | 3.88             | 3.84             | 4.00             | 4.20             | 4.40             | 3.90             | 3.44             | 3.59             | 3.98             | 4.20             | 4.01             | 3.86             |                  |
| Середньомісячна сонячна радіація, кДж/м²·день | 3978             | 7235             | 12622            | 17119            | 20231            | 21360            | 21908            | 18572            | 12817            | 7666             | 4021             | 3010             |                  |
| --------------------------------------------- | ---------------- | ---------------- | ---------------- | ---------------- | ---------------- | ---------------- | ---------------- | ---------------- | ---------------- | ---------------- | ---------------- | ---------------- | ---------------- |
| Джерело:                                      |                  |                  |                  |                  |                  |                  |                  |                  |                  |                  |                  |                  |                  |